# Bilal Dídac P. Lagarriga
Bilal Dídac P. Lagarriga   (São Paulo, 10 de maig de 1976) és un escriptor, periodista, editor i traductor català especialitzat en el diàleg intercultural i interreligiós. Ha publicat diversos llibres en català i castellà d'assaig, poesia, conte infantil i novel·la, i ha publicat també diversos discs sota el nom d'Un Caddie Renversé dans l'Herbe, on combina instruments acústics i electrònics amb enregistraments de camp realitzats al Senegal.

## Trajectòria
Va començar a publicar i recitar poesia amb 17 anys relacionat-se amb els poetes Eduard Escoffet, Carles Hac Mor i Ester Xargay. Fins al 2006, va realitzar diverses accions artístiques i exposicions audiovisuals, a més de programar activitats culturals com ara a la Sala Metrònom de Barcelona. Paral·lelament, es va iniciar en l'experimentació sonora i en la música electrònica sota el nom d'Un Caddie Renversé dans l'Herbe, amb la publicació de diversos àlbums, principalment al segell discogràfic alemany Dekorder. Ha participat en nombrosos festivals com ara el Sónar, i ha estat convidat a tocar a diferents indrets d'Europa i a Nova York, juntament amb el poeta Edwin Torres, amb qui va enregistrar alguns temes i van tocar a les ciutats argentines de Buenos Aires i Córdoba.
L'any 2005 va fundar Oozebap, una entitat dedicada a la difusió d'experiències i reflexions culturals, polítiques i espirituals a l'Àfrica i l'islam. Les seves funcions principals son la direcció de l'editorial, amb la publicació d'una vintena de llibres, la posada en funcionament i actualització d'una biblioteca virtual i, des de 2018, la coordinació del projecte de cooperació Sàdaqa, amb la construcció d'una escola d'educació primària al poble de Pofdy, al Senegal.
Molts dels seus escrits i xerrades s'orienten en el marc decolonial i antiracista i per la igualtat de gènere. Ha estat membre del comitè organitzador del 2n i 3r Congrés Internacional de Feminisme Islàmic a Barcelona els anys 2006 i 2008, i també ha estat el compilador del llibre Africana. Aportacions per a la descolonització del feminisme (2010). En resposta als atemptats de París del 13 i 14 de novembre de 2015 va escriure un article a la revista francesa Africultures on qualificava l'Estat islàmic de «projecte colonial».
Des del 1995, ha participat en revistes i llocs webs sobre temes de cultura contemporània, pensament, literatura, espiritualitat i política com ara Dialogal, Illacrua, Directa, Diagonal i Rebelión.org, entre d'altres, amb el seu nom o signant com Abdel-latif Bilal ibn Samar. Des del 2014 al 2022 va escriure setmanalment a l'Ara sobre espiritualitat, fet religiós i pluralitat de creences.
Ha estat comissari dels següents cicles de conferències de l'Oficina d'Afers Religiosos de l'Ajuntament de Barcelona: «La sacralitat de viure» (2019), «Quotidià i extraordinari: el menjar en les tradicions religioses» (2020-2022) i «Transcendir, transgredir» (2022). El 2024 va obtenir el XXIè Premi Ciutat de Terrassa Agustí Bartra de poesia pel llibre Abismar.

## Islam
Després d'anys d'interès i recerca en l'àmbit espiritual entrà a l'islam l'any 2006. Adoptà el nom de «Bilal» en honor de Bilal ibn Rabah, primer muetzí de l'islam i la persona d'origen africà més important de l'islam naixent. Com explica el teòleg Xavier Melloni al pròleg del llibre Del teu germà musulmà, el seu procés d'entrada a l'islam va ser progressiu i particular:
| «                | En el cas d'en Dídac, el seu descobriment de l'islam té un passatge insòlit: es produeix a través dels ritmes populars-ancestrals, especialment de la música africana, però també del hip-hop, el flamenc i algunes músiques d'Àsia. Fill de la intempèrie, a través de percepcions i records entranyables, ens va comunicant la seva fascinació per una religió sense intermediaris, «on el Text està per sobre de qualsevol imatge». Es dona en ell el requeriment de corporitzar la vivència espiritual. En diverses ocasions esmenta la seva necessitat d'establir un vincle entre «l'interior extern i l'exterior intern». És a dir, experimenta un impuls que busca concretar-se d'una manera tangible i concreta; si no, queda incomplet. Això el porta a abraçar la comunitat religiosa islàmica, amb tot el que implica d'assumir el seu component social i cultural, així com de comprometre's amb unes pràctiques molt concretes: les postures diàries de l'oració, l'experiència assídua del dejuni, l'adopció d'un nou nom, etc. Carta rere carta, en Dídac ens ajuda a descobrir l'altra cara de l'islam, l'islam silent i místic que ha donat vida a múltiples generacions, les quals no han fet soroll ni han danyat res ni ningú; al contrari, han embellit la terra amb la seva fe. | » |
| — Xavier Melloni | |   |

## Llibres publicats
- 2000: [SIC], (Premi narratives 0, Eumo editorial)
- 2002: Hoy por fin esta calle huele a curry (Edicions Côclea)
- 2005: Hablarlo (Galeria h2o)
- 2006: Afroresistències, afroressonàncies. Teixint les altres Àfriques (Oozebap)
- 2008: Público al servicio del público. Teatro y quema del telón en África, capítulo para el libro Querido público. El espectador ante la participación: jugadores, usuarios, prosumers y fans, edición de Roger Bernat e Ignasi Duarte (Murcia, 2008)[17]
- 2010: Mimar lugares (Oozebap)
- 2014: Eco-yihad. Apertura de conciencia a través de la ecología y el consumo halal (Edicions Bellaterra)
- 2016: Un islam visto y no visto. Hacia un respeto común.Pròleg de Francesc Torradeflot (Edicions Bellaterra)[18]
- 2017: Tombuctú, archivos de arena. Pròleg d'Ismael Diadié Haidará (Árdora Ediciones)
- 2017: Del teu germà musulmà. Cartes d'avui a Charles de Foucauld. Pròleg de Xavier Melloni i epíleg de Pablo d'Ors (Fragmenta Editorial)
- 2018: El despertar de l'arbre (Akiara)
- 2021: Hija de la dicha (Galeria H2O)
- 2022: Aprender de África. La enseñanza espiritual y política de Cheikh Ahmadou Bamba (Oozebap)
- 2023: Lo próximo. Apuntes de Touba (Senegal) (Àfriques edicions)[19]
- 2024: Estranger d'aquí. Crònica d'un vaivé (Galeria H2O)[20]
- 2024: Pianomar (Galeria H2O)
- 2024: Por i parafernàlia (Galeria H2O)[21]

## Discografia
- 2000: Totlop pak - CD - (ooze.bâp)
- 2001: Polyhedric tetrapak, amb remescles de Dj Olive, Alejandra & Aeron, Stephen Vitiello, Erik m i OnCe11 - CD - (ooze.bâp)
- 2002: Some Nenu Songs - CD - (ooze.bâp)
- 2003: Now there's a weird taste in my mouth - CD - (Dekorder)
- 2004: Like a packed cupboard but quite... - LP/CD - (Dekorder)
- 2005: Atlas saltA (map lies, border lies) - CD - (Dekorder)
- 2007: The reversed supermarket trolley flies toward the rainbow, concert en directe a Iasmos (Grècia) - CD - (Lalia)
- 2022: Nighturns - CD - (Cellule 75)[22]
- 2024: Djanira, a tribute - disc digital- (Galeria H2O)
- 2024: Mbacke (SN),01/25/2023, 5 am - disc digital- (Presque Tout)